# Gastronomía de Nueva Caledonia

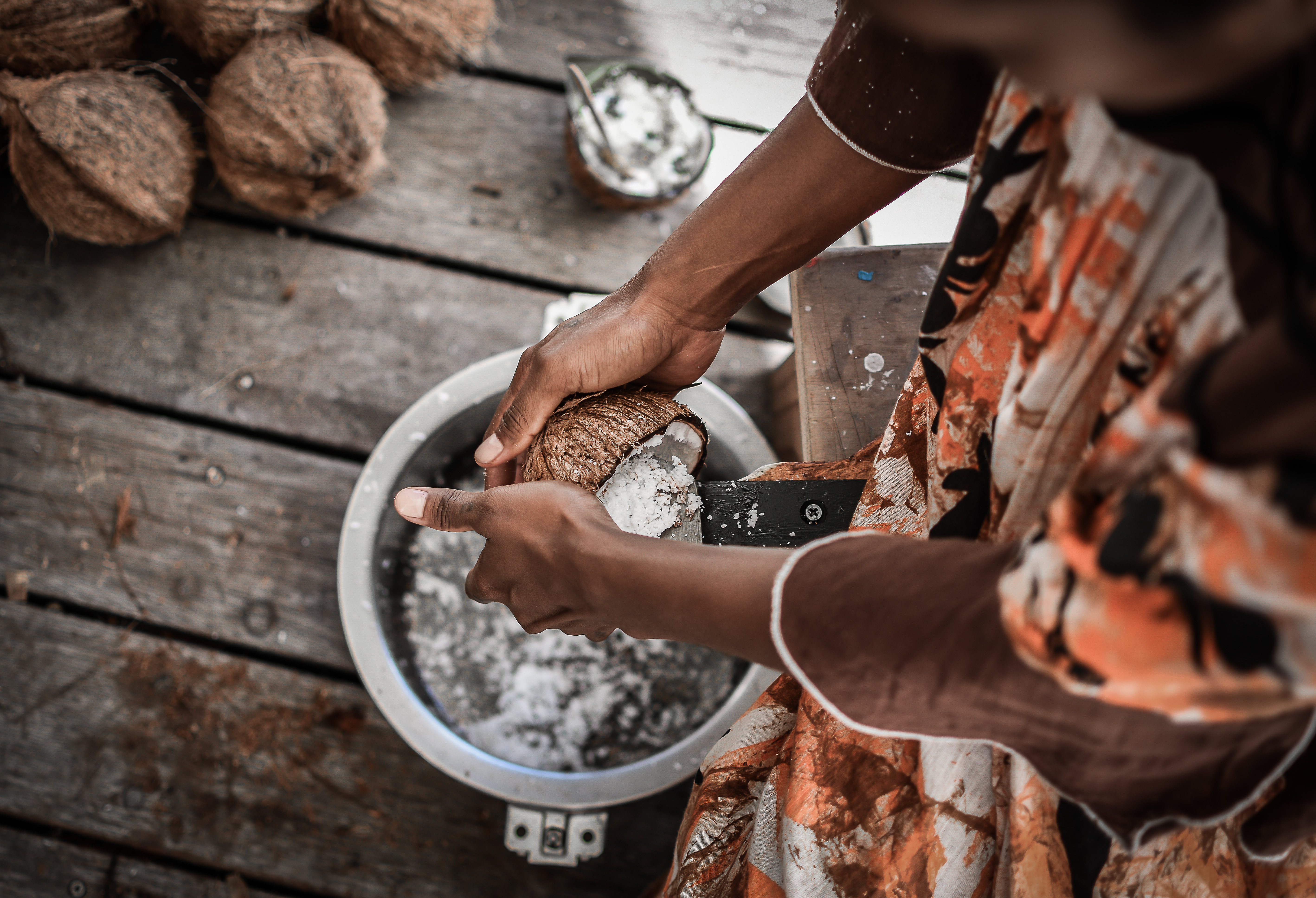
El coco es un ingrediente esencial en la dieta neocaledonia.

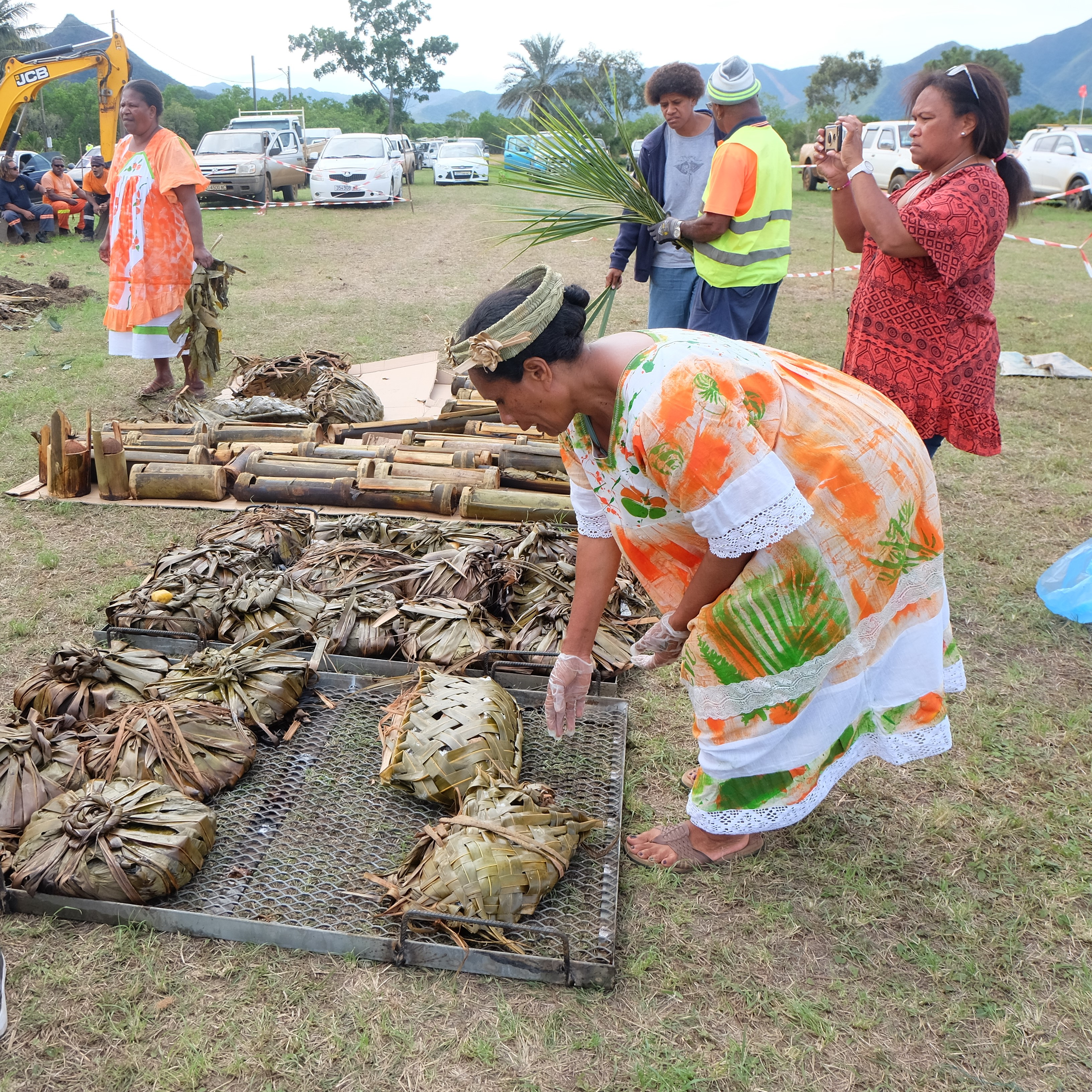
Mujeres preparando el bougna ya envuelto para llevar al horno kanak.

La gastronomía de Nueva Caledonia tiene de base la tradición culinaria kanak (nativos de la isla), aunque debido al contexto multiétnico de las islas de Nueva Caledonia recibe numerosas influencias de otras gastronomías. La etnia kanak son los indígenas originales del archipiélago, aunque hoy en día son una minoría (alrededor del 44% de la población total). Los franceses, llamados localmente caldoches, representan un 34% debido a que Nueva Caledonia se convirtió en colonia francesa en 1853, hasta hoy día. Por ello existe una importante influencia de la gastronomía francesa. También hay importantes comunidades de inmigrantes chinos, wallisiano-futunianos, tahitianos, vietnamitas, indonesios...
Por su clima tropical, en la gastronomía kanak encontramos una gran variedad de frutas tropicales como el mango, el ananás, la papaya, el plátano. Y por su condición geográfica de islas, los pescados y mariscos son la base de su cocina. Destacan el salmón, el atún, el acantúrido, el bec-de-canne, el calamar, el pulpo, el salmón de los dioses, el cangrejo, la cigala, el pargo rojo, el mahi mahi. Algunos de los platos típicos de la gastronomía de Nueva Caledonia son el gusano bancul, la buña, el pollo a la piña o el bami (o bakmi).
La bougna o buña es el plato más representativo pues se prepara en días festivos o eventos especiales, y es una mezcla de vegetales, carne y/o pescado que se envuelve en hoja de banana y tradicionalmente se cuece durante al menos dos horas en un horno kanak (four kanak), una brasa hecha en el suelo donde se calientan piedras y encima se coloca el bougna.

## Influencias

### Asiática
De la gastronomía de Asia se importó y adaptó un producto ahora esencial para los neocaledonios: la salsa de soya, llamada localmente soyo, que se usa en multitud de platos aunque particularmente en los platos de arroz o pasta. Del Japón se han naturalizado el sashimi, pescado crudo cortado fino, y el wasabi, una pasta picante.
También recibe muchas influencias de la Indochina, con preparaciones como los fideos bami o el nem rán (conocido como nem), popular en la cocina vietnamita.

### Francés y criollo francés
Nueva Caledonia es una colonia de ultramar de Francia, al igual que la Polinesia Francesa, La Reunión, Martinica o Guadalupe. Todos estos territorios se han visto culturalmente muy influidos por Francia, también en la cocina, por lo que se las puede considerar como gastronomías criollas. A pesar de las distancias entre unas islas y otras, comparten ciertos elementos comunes: los encurtidos, que se usan como condimentos, el curry, que en estos territorios se le conoce como carry y se usa para cocinar carnes, mariscos, pescados, vegetales... Los inmigrantes polinesios popularizaron platos como el pescado crudo polinesio o frutas tropicales como el plátano fe'i. De las Antillas francesas provienen la salchicha criolla o el pollo antillano.
De Francia también provienen el vino, el queso, el pan, la viennoiserie (tipo de bollería) o la cerveza.

### Australia, mundo anglófono
De la gastronomía australiana, neozelandesa y anglosajona en general, más que influencia como tal, se han importado varios productos y marcas, como por ejemplo el chocolate en polvo de la marca Milo, o las cookies de la marca Arnott: Tim Tam o Sao.

## Platos típicos

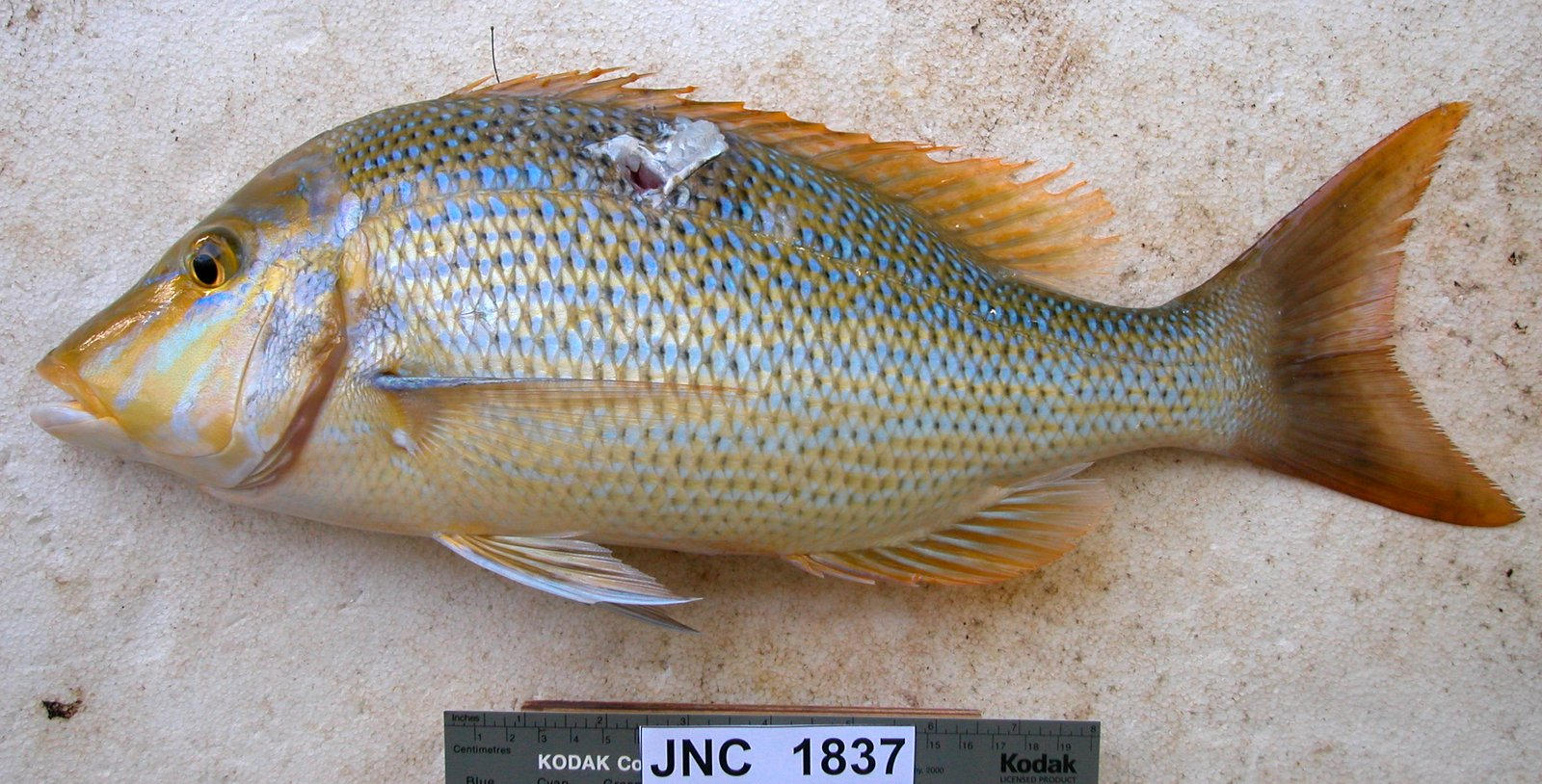
Bec-de-Canne (Lethrinus nebulosus), uno de los pescados más apreciados en Nueva Caledonia.

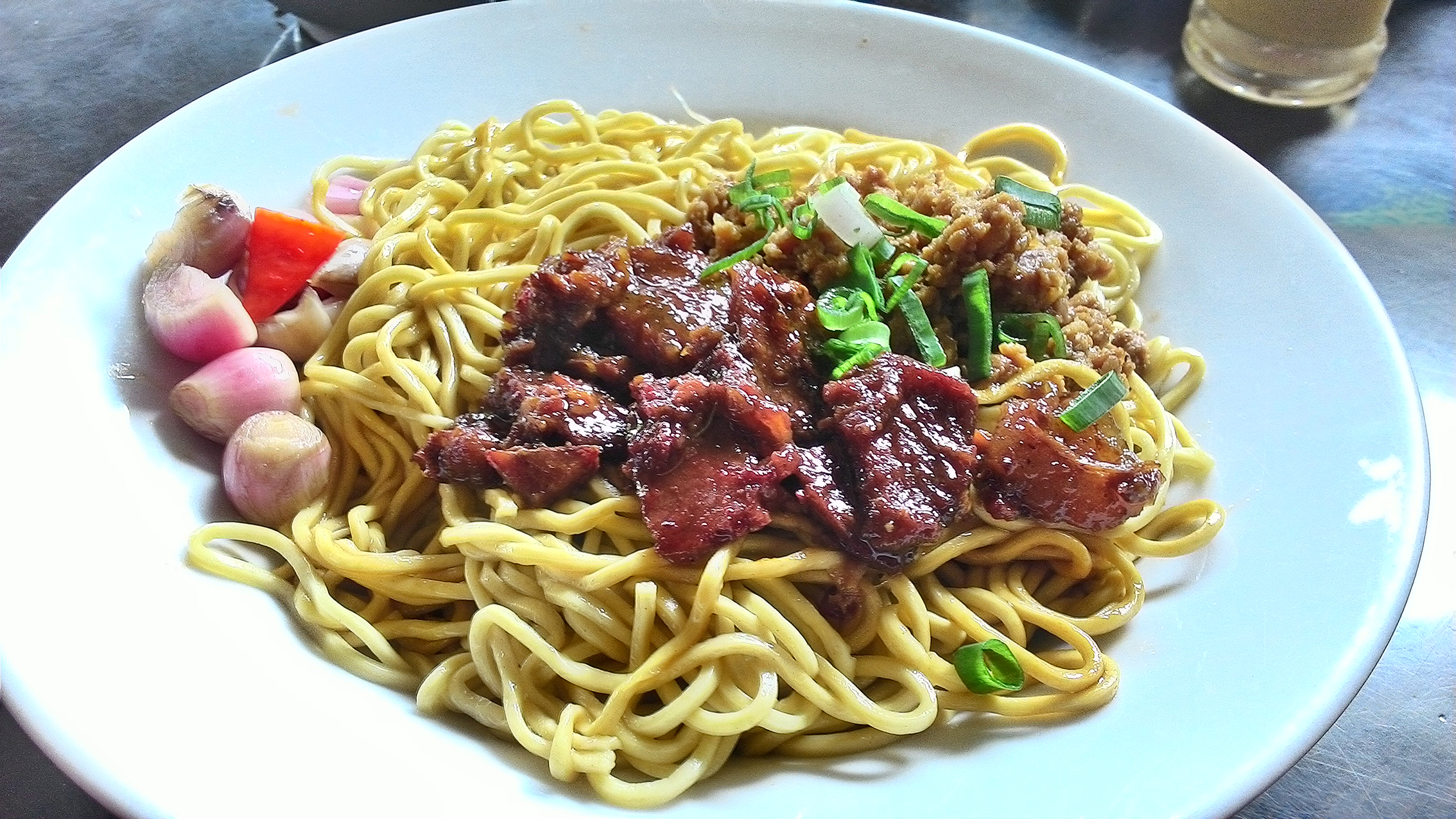
Bami.

Algunas preparaciones culinarias típicas a base de productos del mar (pescado, marisco...):
- Buña de pescado
- Carry de pescado
- Carry de gambas
- Ensalada de gambas y leche de coco
- Ensalada tahitiana
- Gambas con miel y soyo
- Langosta a la parrilla
- Pescado almendrado
- Sashimi

A base de carnes (pollo, cerdo, res...):
- Bami (fideos con carne)
- Buña de pollo
- Carne y coco
- Cerdo a la banana
- Ensalada de venado (salade de cerf)
- Pollo a la piña
- Rollitos de carne, similar a los rollitos de primavera chinos